# Comuna Horodniceni, Suceava
Horodniceni este o comună în județul Suceava, Moldova, România, formată din satele Botești, Brădățel, Horodniceni (reședința), Mihăiești și Rotopănești.
Până la reforma administrativă din 1950 a făcut parte din județul Baia.

## Așezare
Comuna Horodniceni este situată în partea de nord-vest a Municipiului Fălticeni, la o distanță rutieră de cca. 18 km și la cca. 19 km față de Suceava. Aeroportul Salcea la distanță de 34 km. Drumul național DN17A la distanța de 11 km. Drumul european E85 la distanța de 18 km. Gara CF Lucăcești la 7 km.
Teritoriul comunei Horodniceni este situat în partea sud-estică a județului și face parte dintr-o zonă deluroasă cu înălțimi de până la 434 m (dealul Crucii).
Situată în Podișul Mare al Moldovei , respectiv în podișul Sucevei, comuna Horodniceni se încadrează în regiunea colinelor mijlocii, caracteristice reliefului fiind înălțimile de până la 400 puternic fragmentate în văi adânci.O caracteristică a acestui podiș este o întindere largă de platouri structurale cu soluri cernozomice, brune de pădure iar pe văile râurilor și
pădurilor predomină solurile aluviale.

## Demografie
Componența etnică a comunei Horodniceni
     Români (92,39%)
     Alte etnii (7,61%)
Componența confesională a comunei Horodniceni
     Ortodocși (86,27%)
     Creștini de rit vechi (1,18%)
     Alte religii (4,79%)
     Necunoscută (7,76%)
Conform recensământului efectuat în 2021, populația comunei Horodniceni se ridică la 3.233 de locuitori, în scădere față de recensământul anterior din 2011, când fuseseră înregistrați 3.283 de locuitori. Majoritatea locuitorilor sunt români (92,39%). Din punct de vedere confesional, majoritatea locuitorilor sunt ortodocși (86,27%), cu minorități de creștini de rit vechi (1,18%) și altele (4,08%), iar pentru 7,76% nu se cunoaște apartenența confesională.

## Politică și administrație
Comuna Horodniceni este administrată de un primar și un consiliu local compus din 13 consilieri. Primarul, Neculai Florea[*], de la Partidul Național Liberal, este în funcție din 2008. Începând cu alegerile locale din 2024, consiliul local are următoarea componență pe partide politice:
|  | Partid                          | Consilieri | Componența Consiliului | Componența Consiliului | Componența Consiliului | Componența Consiliului | Componența Consiliului | Componența Consiliului | Componența Consiliului | Componența Consiliului |
|  | ------------------------------- | ---------- | ---------------------- | ---------------------- | ---------------------- | ---------------------- | ---------------------- | ---------------------- | ---------------------- | ---------------------- |
|  | Partidul Național Liberal       | 8          |                        |                        |                        |                        |                        |                        |                        |                        |
|  | Alianța pentru Unirea Românilor | 2          |                        |                        |                        |                        |                        |                        |                        |                        |
|  | Partidul Social Democrat        | 1          |                        |                        |                        |                        |                        |                        |                        |                        |
|  | Uniunea Salvați România         | 1          |                        |                        |                        |                        |                        |                        |                        |                        |
|  | Partidul Mișcarea Populară      | 1          |                        |                        |                        |                        |                        |                        |                        |                        |

## Istoria
Aflat pe vechiul drum al Băii și Sucevei, satul Horodniceni are rădăcini dincolo de Descălecatul Moldovei. Numele localității se trage din slavonescul „horod” (gorad), care se referă la cetățuia ridicată cândva de obște pe un deal din apropiere și care domină întreagă zonă în această parte de țară prin cnejii desprinși din rândul obștii și care întemeiază, vând și cumpără sate cărora le împrumută numele. Horodnicenii au fost în vechime o obște puternică cu vatra locuită atestată arheologic încă din sec. XIV (punctul ”În Grădini” cuvântul slav ”Horod” însemnând și grădină și cetățuie).
Satul Botești a aparținut lu Drăgoi Viteazul, care îl moștenește de la tatăl său, Drăgoi cel Bătrân cel care a pus vatra satului, confirmat de Alexandru cel Bun după 1400. Din 1667 Șerban Cantacuzino stăpânește Boteștii, moșia rămânând a Cantacuzinilor până în 1804 când este vândută unor boieri moldoveni.
Satul Brădățel are prima atestare documentară în anul 1456 când Petru Aron întărește Mânăstirii Moldovița hotarul de la Gura Brădățelului. În 1529, Ștefan Voievod vinde Brădățelul cu tot cu mori unor rude ale sale care mai târziu îl vor vinde lui Șerban Cantacuzino.
Sat Mihăiești a fost satul lui Mihai, fiul lui Mic Crai și va fi vândut de moștenitorii acestuia Mitropolitului Teoctist în anul 1444 iar acesta îl dăruiește Mitropoliei Moldovei. Mihăieștii după 8 oct. 1784 revin Cantacuzinilor după ce Mitropolia face un schimb de teren cu aceștia.
Satul Rotopănești este satul primit drept zestre de către Stanslav Rotopan din partea socrului său Giulia cel Mare, cuscrul lui Dragoș Viteazul.

## Biserica Pogorârea Sfântului Duh din Horodniceni

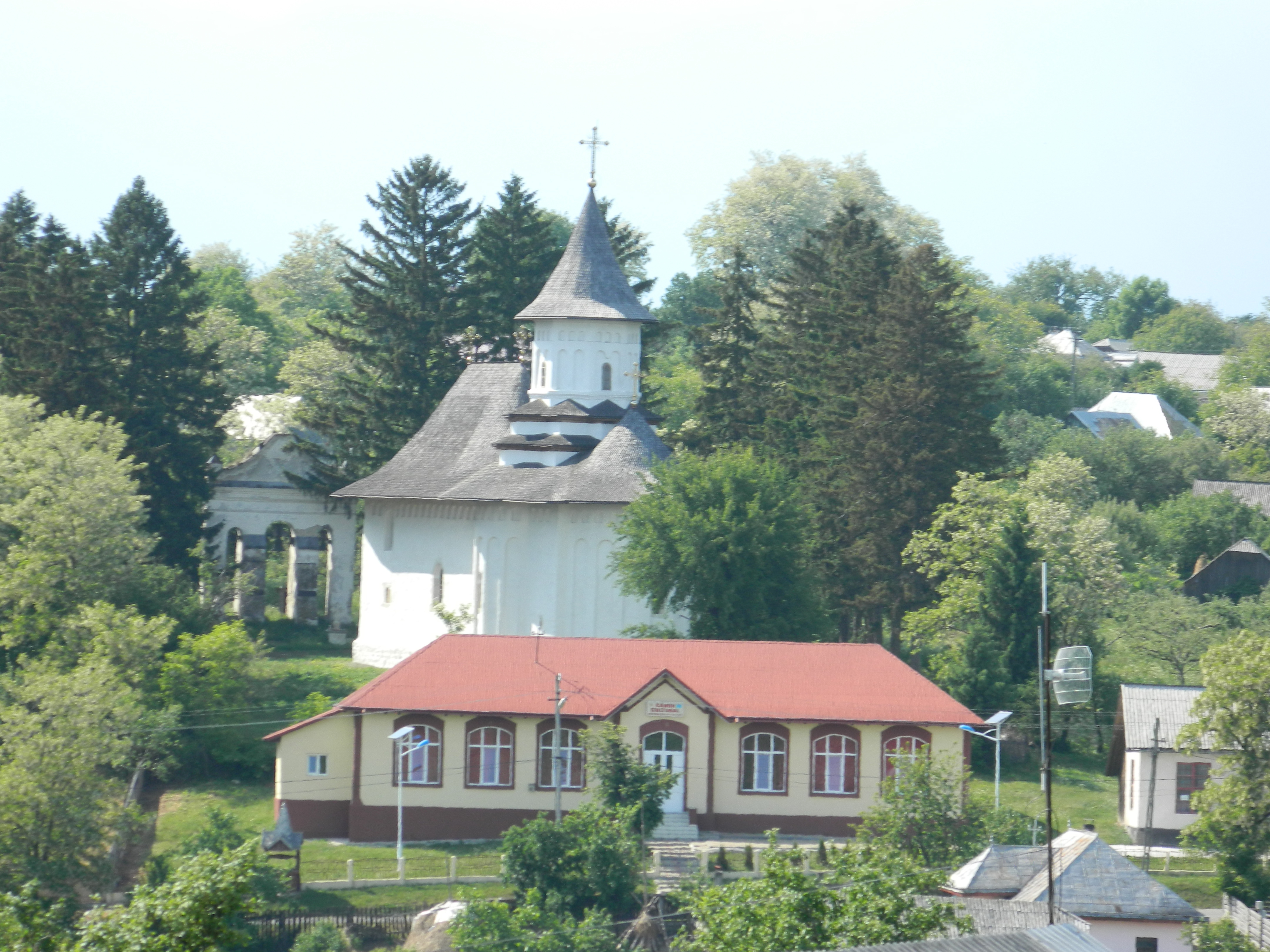
Horodniceni, Suceava

- Biserica Pogorârea Sfântului Duh din Horodniceni - construită în anii 1538-1539 de vistiernicul Mateiaș în satul Horodniceni din județul Suceava, aflat la o distanță de 16 km sud-vest de municipiul Suceava. Această construcție se încadrează în seria de clădiri bisericești construite în stilul epocii lui Petru Rareș (1527-1538, 1541-1546), având și elemente noi.

Ansamblul bisericii "Pogorârea Sf. Duh" din Horodniceni a fost inclus pe Lista monumentelor istorice din județul Suceava din anul 2004, având codul de clasificare SV-II-a-A-05558 și fiind alcătuit din următoarele 2 obiective:
Biserica "Pogorârea Sf. Duh" - datând din anul 1538 și având codul SV-II-m-A-05558.01
Zvonița - datând din secolul al XIX-lea și având codul SV-II-m-A-05558.02
Cercetările arheologice efectuate între anii 1998-2001 au scos la iveală faptul că biserica ctitorită de vistiernicul Mateiaș este prima construcție ridicată în zonă, pe un teren ce nu conține și alte vestigii arheologice. Edificiul a avut inițial ziduri despărțitoare între pridvor și pronaos și între pronaos și naos, acestea fiind demantelate ulterior. Porțiunile de zid păstrate în fundație aveau câte o fractură plasată aproximativ la mijloc, aceasta putând fi cauza demolării zidurilor. [3]
Ctitorul bisericii mănăstirii Coșula este vistiernicul și apoi logofătul Mateiaș, fiul pârcălabului Grumaz. Acesta provenea dintr-o veche familie de boieri din Moldova. [4] El a ocupat dregătoria de mare vistiernic în timpul primei domnii a lui Petru Rareș (1527-1538), prima sa menționare printre dregătorii sfatului domnesc având loc într-un document din 3 martie 1535. [5] În calitate de vistiernic, Mateiaș avea responsabilitatea administrării veniturilor țării dar și ale curții domnești. El a fost un boier de încredere al domnitorului, fiindu-i încredințate și misiuni diplomatice. El a fost trimis cu diferite misiuni în Transilvania, pentru a trata cu Ioan I Zápolya sau cu reprezentanții regelui Ferdinand. Unul dintre emisarii imperiali, episcopul de Lund, îi făcea în 1536 un portret destul de elogios: „În adevăr e un om foarte modest, foarte bun și, pe lângă aceasta, foarte prudent și destul de cumpănit în afacerile sale, așa cum n-aș putea găsi altul în acest regat.” [6]
La sfatul voievodului, el și-a trimis familia și bunurile în Transilvania, din cauza pericolului turcesc ce amenința Moldova, dar nu l-a urmat pe domnitor în exil. Noul domnitor, Ștefan Lăcustă (1538-1540), l-a făcut pe Mateiaș pârcălab de Roman (între 7 martie și 13 iunie 1540), iar la 30 noiembrie 1540 este menționat ca al cincilea boier din Sfatul domnesc, dar fără dregătorie. După reîntoarcerea lui Petru Rareș pe tron în 1541, Mateiaș este numit în dregătoria de mare logofăt în locul lui Gavril Trotușan, care a fost ucis ca trădător. În perioada iulie 1541 - martie 1545, marele logofăt Mateiaș s-a aflat ca ostatec la Făgăraș, fiind lăsat ca zălog acolo de Petru Rareș în locul lui Ștefan Mailat. În perioada captivității sale, domnitorul nu a numit niciun alt mare logofăt. Marele boier a fugit de la Făgăraș în perioada martie - aprilie 1545 și s-a înapoiat în Moldova prin Țara Românească. El apare într-un document al sfatului domnesc din 4 aprilie 1545.[8]
Mateiaș și-a păstrat dregătoria și în timpul domniei lui Iliaș al II-lea Rareș (1546-1551). El a ctitorit Biserica "Sf. Nicolae" de la Mănăstirea Coșula (1535) și Biserica "Pogorârea Sfântului Duh" din Horodniceni (1539). Vistiernicul Mateiaș a fost înmormântat în biserica ctitorită de el la Horodniceni, aici aflându-se și mormintele altor membri ai familiei sale.

## Obiective turistice
Biserica Pogorârea Sfântului Duh construită în anii 1538-1539 de vistiernicul Mateiaș în satul Horodniceni.
Biserica Sf. Treime- 1856, sat Rotopănești. Prima biserică din satul Rotopănești a fost construită în jurul anului 1662 și a avut hramul "Sf. Treime". În anul 1784 familia Gherghel a construit o nouă biserică cu același hram.

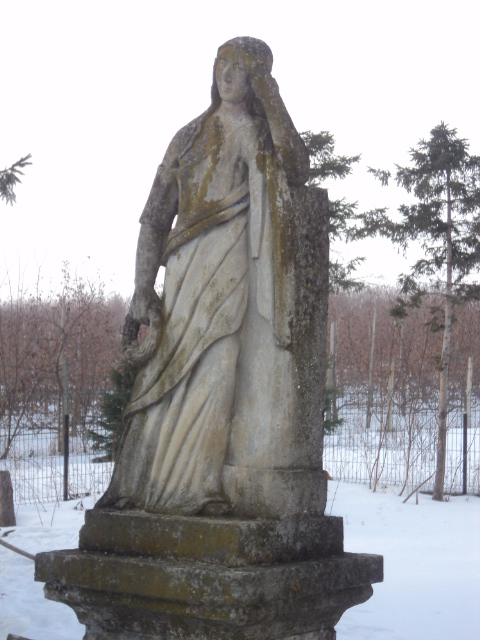
Statuia - Moldova plângându-și Unirea

Boierul Nicolae Istrati a devenit pe la mijlocul secolului al XIX-lea proprietar al moșiei Rotopănești. Acolo și-a construit un conac cu două niveluri, după proiectul unui arhitect vienez. În conac el a amenajat o vastă bibliotecă în care se aflau manuscrise valoroase în limbile română și slavonă. În 1855 a înființat la Rotopănești prima școală de fete din mediul rural. [5] Retras la conacul său după Unirea Principatelor, el a organizat în anul 1860 un mic conservator de muzică și declamație, cu profesori din Iași (P. Mezzetti, Mihail Galino) și cu reprezentații teatrale susținute printre alții și de Matei Millo.
În anul 1856, postelnicul Nicolae Istrati a construit o nouă biserică pe moșia sa din Rotopănești, la îndemnul soției sale, Sevastia născută Ciudin, și a fiului lor, Titus Istrati. Construirea lăcașului de cult s-a făcut cu binecuvântarea episcopului Meletie Istrati al Hușilor (1851-1857), fratele ctitorului.
Deasupra intrării în biserică se află o pisanie cu următorul text în limba română cu caractere latine: "Aquestu templu, dedicatŭ Săntei Treimi, cu bine-cuvîntarea Prĕ-santieĭ sale episcopului de Hussi, domnul domnŭ Meletie Istrati, s'au fundatŭ de fratele seu, mare postelnicŭ și cavaleriŭ Nicolaŭ Istrati, cu indemnul soçieĭ sale Sevastia, nascuta Ciudínŭ, și a fiuluĭ lor Titu Istrati, pe proprietatea sa Rotopaneștĭ, în annul ereĭ nòstre 1856, în quare Moldova aŭ recapatatŭ privilegiele asseḑĭate de Stefanŭ quellŭ mare."
Conacul Nicolae Istrati a fost naționalizat după instaurarea regimului comunist (1948) și transformat în sediul C.A.P. Rotopănești. Etajul clădirii a fost demolat în jurul anului 1955. Astăzi, această clădire este monument istoric.
Statuia Moldova plânge, 1856, sat Rotopănești. Nicolae Istrati a dispus amplasarea în curtea lăcașului de cult din Rotopănești a unei statui care să simbolizeze statul Moldova. Statuia este astăzi monument istoric.
Mănăstirea Brădățel- este o mănăstire ortodoxă de maici, pe stil vechi -1947
Casa Nicolae Istrati – sec. XIX, sat Rotopănești.
Salba de iazuri Mihăiești - Fălticeni (pescuit sportiv)

## Personalități născute aici
- Dumitru Alimănișteanu (1898 - 1973), om politic.